# Kraina Hi-Lo
Kraina Hi-Lo (The Hi-Lo Country) – western z elementami dramatu z 1998 roku w reżyserii Stephena Frearsa. Zagrali w nim m.in. Billy Crudup, Woody Harrelson, Cole Hauser, Sam Elliott, Patricia Arquette, Penélope Cruz i Enrique Castillo. Akcja toczy się po drugiej wojnie światowej w Nowym Meksyku. Ekranizacja powieści autora westernów Maxa Evansa.

## Opis fabuły
Tuż po 2. wojnie światowej najlepsi przyjaciele Big Boy Matson (Woody Harrelson) i Pete (Billy Crudup) wracają do domu i okazuje się, że połowa mieszkańców w ich miasteczku Hi-Lo jest zatrudniona przez właściciela wielkich stad bydła Jima Eda Love'a (Sam Elliott). Big Boy i Pete wolą hodować bydło po kowbojsku, jak za dawnych czasów na Dzikim Zachodzie, co powoduje gwałtowne konflikty w Hi-Lo.
Emocje eksplodują, gdy Mona (Patricia Arquette), żona brygadzisty u Jima Eda, rozpoczyna ognisty romans z Big Boyem. Moną interesuje się także Pete, męska przyjaźń jest zagrożona.

## Nagrody i nominacje
Międzynarodowy Festiwal Filmowy w Berlinie
- Srebrny Niedźwiedź dla najlepszego reżysera – Stephen Frears
- Złoty Niedźwiedź (nominacja)